# Byjafjall
Byjafjall är ett berg i republiken Island. Det ligger i regionen Austurland, 260 km öster om huvudstaden Reykjavík. Toppen på Byjafjall är 483 meter över havet.
Det finns inga samhällen i närheten.